# کوه فاور
کوه فاور (به لاتین: Favre Bjerg) یک کوه در گرینلند است که در پارک ملی شمال شرق گرینلند واقع شده‌است. کوه فاور ۱٬۹۰۰ متر بالاتر از سطح دریا واقع شده‌است.